# Silvan Aegerter
Pour les articles homonymes, voir Aegerter.
Silvan Aegerter est un footballeur suisse né le 5 mai 1980 à Granges dans le canton de Soleure.

## Biographie
Le 15 septembre 2009, il inscrit un but contre le Real Madrid en Ligue des champions. Le 3 novembre 2009, il marque contre son camp dès la 3e minute lors du match au Stade Vélodrome face à l'Olympique de Marseille.